# Hydrodynamická spojka

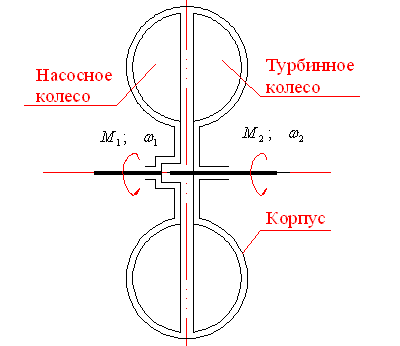
Hydrodynamická spojka – schéma (vlevo čerpadlo, vpravo turbína)

Hydrodynamická spojka je konstrukčně nejjednodušší hydrodynamické zařízení k přenosu kroutícího momentu. Je využívána v různých oblastech dopravy jako alternativa k mechanické spojce. Její využití se neomezuje jen na silniční a kolejová vozidla, ale nachází uplatnění i v lodní dopravě, u nejrůznějších přepravních mechanizmů, stavebních strojů a dalších zařízení, kde je požadován plynulý rozběh i se zátěží. Hydrodynamické spojky se vyrábějí v různých velikostech dle přenášeného momentu, resp. výkonu, který se pohybuje řádově v rozmezí jednotek až tisíců kilowattů. Na rozdíl od hydrodynamického měniče nezvyšuje kroutící moment.

## Vznik a vývoj
Hydrodynamickou spojku vynalezl Dr. Hermann Föttinger, vedoucí konstruktér loděnic Vulcan ve Štětíně, tehdy ještě v Německu. Jeho patent z roku 1905 obsahoval hydrodynamickou spojku i hydrodynamický měnič.
V roce 1930 zkonstruoval Harold Sinclair, zaměstnanec společnosti Daimler company, planetovou převodovku s hydrodynamickou spojkou. Jeho cílem bylo odstranit trhavé rozjezdy autobusů, které sám zažil ve 20. letech při pobytu v Londýně.
V roce 1939 představila společnost General Motors převodovku hydramatic – první zcela automatickou převodovku (s hydrodynamickou spojkou) použitou u sériově vyráběných automobilů.
První motorovou lokomotivu s převodovkou se dvěma měniči a jednou hydrodynamickou spojkou navrhl Föttinger již roku 1926, tento projekt se ale neuskutečnil. 

## Vlastnosti
Hydrodynamická spojka má několik vlastností, které určují její použití:
Výhody
- moment i otáčky na vstupní i výstupní straně nemohou překročit určité meze dané vlastnostmi kapaliny a konstrukcí dané spojky
- výstupní moment lze regulovat množstvím náplně
- spojka díky své konstrukci tlumí rázy a výkyvy v zatížení a kmitání torzního charakteru
- umožňuje hladký rozeběh
- při paralelním spojení motorů pohánějících společný výstupní hřídel vyrovnává spojka jejich zatížení
- vysoká účinnost – až 97–98%

Nevýhody
- nižší účinnost ve srovnání s mechanickou spojkou
- ohřev náplně při vysokém zatížení

## Konstrukce

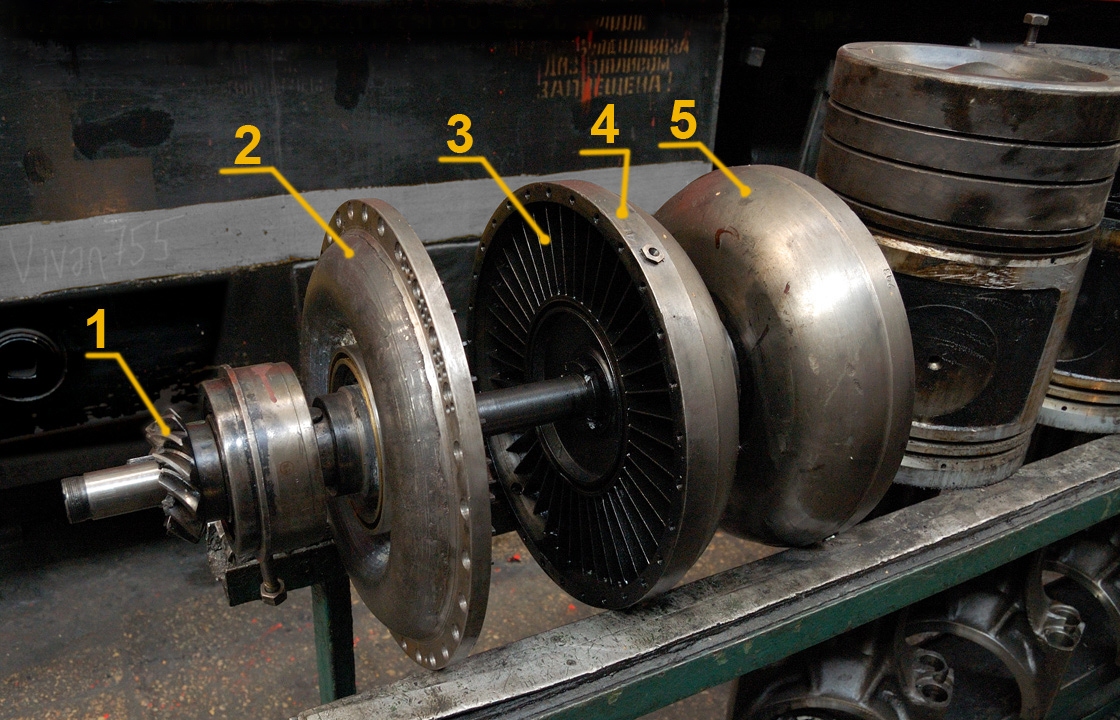
Hydrodynamická spojka pohonu ventilátoru lokomotivy ČME3:
1. výstup
2. turbína
3. čerpadlo
4. skříň (těleso)
5. skříň spojky kompresoru

Hydrodynamická spojka je složena ze tří základních částí:
- Skříň, která musí být dostatečně těsná proti úniku kapaliny, zejména v oblasti prostupu hřídelů
- Čerpadlo
- Turbína

Kapalina se v lopatkách čerpadlového kola dostává vlivem odstředivé síly k jeho vnějšímu okraji. Zde přechází do lopatek turbíny. Pokud má turbína jiné otáčky, než čerpadlo, dochází k silovému působení proudící kapaliny na lopatky v obvodovém směru a tím ve výsledku k přenosu kroutícího momentu. Kapalina zbrzděná v lopatkách turbíny proudí směrem k hřídeli. V principu může spojka přenášet výkon oběma směry, čili lze ji použít i k brzdění motorem. Zvláštním případem spojky je spojka s pevným turbínovým kolem. Taková spojka se nazývá hydrodynamická brzda.
Spojka může být naplněná kapalinou částečně nebo úplně. Tím se mění velikost přenášeného momentu.

### Skluz
Hydrodynamická spojka musí mít na výstupu vždy nižší otáčky, než na vstupu, jinak kapalina ve spojce neproudí a spojka nepřenáší žádný moment. Proto nemůže hydrodynamická spojka pracovat se 100% účinností. Ztráty způsobené třením v kapalině a turbulencemi se mění na teplo.
V optimálním případě dosahuje účinnost spojky 94 % – to znamená, že otáčky na výstupu dosahují 94 % otáček na vstupu. Podobně jako u jiných hydrodynamických zařízení má účinnost tendenci stoupat se vzrůstající velikostí, jak udává Reynoldsovo číslo.

### Přenosová kapalina
Jelikož toto zařízení využívá kinetické energie kapaliny, je žádoucí, aby tato kapalina měla nízkou viskozitu. Obecně je možné použít motorový olej nebo hydraulický olej. S vyšší hustotou kapaliny se zvyšuje i velikost momentu, který je možné spojkou přenést. Kromě olejů se v některých případech využívá i voda, ale ta má nevýhodu v problematickém těsnění ložisek, do kterých nesmí voda proniknout.

### Hydrodynamická brzda
Jak již bylo zmíněno výše, hydrodynamickou spojku s pevnou (neotočnou) turbínou lze využít k brzdění. Tato aplikace se nazývá retardér. U retardéru je nutné zajistit dostatečný odvod vzniklého tepla.

## Aplikace

### Průmysl
Hydraulické spojky nacházejí uplatnění všude tam, kde je nutné zajistit velmi plynulý rozběh nebo velmi mírnou reakci na proměnné zatížení. 

### Kolejová doprava
Hydrodynamické spojky jsou použity v některých motorových lokomotivách a vozech, nejčastěji spolu s hydrodynamickým měničem (měniči) pro jednotlivé jízdní stupně v hydrodynamických převodovkách. U některých motorových vozů a jednotek jsou součástí automatických převodovek.

### Silniční vozidla
Hydrodynamické spojky byly součástí poloautomatických a automatických převodovek až do konce 40. let 20. století, kdy byly vytlačeny měniči.
Dodnes se často používá v pohonu chladicího ventilátoru chladiče motoru pro zajištění optimální provozní teploty – skluz spojky a tím otáčky a příkon ventilátoru jsou regulovány v závislosti na teplotě chladicí kapaliny.

### Letectví
Nejznámější bylo použití u motoru Wright R-3350 se systémem Turbo-Compound. Tento systém se skládal ze tří turbín poháněných výfukovými plyny, které byly prostřednictvím hydrodynamické spojky připojeny na klikový hřídel motoru. Cílem bylo zvýšení účinnosti motoru využitím energie výfukových plynů.

## Výroba
Hydrodynamická spojka představuje poměrně jednoduchý výrobek. Čerpadlo i turbína mohou být odlity z hliníkové slitiny nebo lisované z oceli, skříň může být odlévaná nebo kovaná.